# Desa Karangtengah (administrativ by i Indonesien, Yogyakarta, lat -7,94, long 110,40)
Desa Karangtengah är en administrativ by i Indonesien.   Den ligger i provinsen Yogyakarta, i den västra delen av landet, 400 km öster om huvudstaden Jakarta.